# Christian Ordoñez
Christian Nahuel Ordóñez (Moreno, 24 luglio 2004) è un calciatore argentino, centrocampista del Parma.

## Caratteristiche tecniche
È un centrocampista impiegabile nel ruolo di regista, dotato di ottima tecnica, senso della posizione e visione di gioco, e abile anche nella lettura delle azioni avversarie e nei contrasti. Di piede destro, eccelle nel controllo di palla, nella conduzione e nei passaggi verticali, e risulta avere una buona agilità negli spazi stretti, nonostante una velocità di base modesta.
È soprannominato El Tractorcito ("il trattorino").

## Carriera
Nato a Moreno, nella provincia di Buenos Aires, Ordóñez è entrato a far parte delle giovanili del Vélez Sarsfield all'età di nove anni; ha poi esordito in prima squadra il 31 gennaio 2023, nella partita di campionato contro il Gimnasia (LP). Lungo il 2024, contribuisce con 40 presenze e quattro assist alla vittoria della Primera División da parte del club.
Il 4 febbraio 2025, il Vélez ha annunciato che Ordóñez sarebbe stato ceduto a titolo definitivo al Parma, in Serie A, a partire dal 1° luglio seguente, a condizione che il club italiano conquistasse la permanenza nella massima serie.
In seguito alla salvezza degli emiliani, il 7 giugno 2025 viene ufficializzato il suo acquisto dal Parma, per circa 8,5 milioni di euro. Il 17 agosto fa il suo esordio con gli emiliani nella partita di Coppa Italia, vinta per 2-0 contro il Pescara. 

## Statistiche

### Presenze e reti nei club
Statistiche aggiornate al 5 aprile 2025.
| Stagione        | Squadra         | Campionato      | Campionato | Campionato | Coppe nazionali | Coppe nazionali | Coppe nazionali | Coppe continentali | Coppe continentali | Coppe continentali | Altre coppe | Altre coppe | Altre coppe | Totale | Totale | Totale |
| Stagione        | Squadra         | Comp            | Pres       | Reti       | Comp            | Pres            | Reti            | Comp               | Pres               | Reti               | Comp        | Pres        | Reti        | Pres   | Reti   |        |
| --------------- | --------------- | --------------- | ---------- | ---------- | --------------- | --------------- | --------------- | ------------------ | ------------------ | ------------------ | ----------- | ----------- | ----------- | ------ | ------ | ------ |
| 2023            | Vélez Sarsfield | PD              | 18         | 0          | CA+CdL          | 2+2             | 0               | -                  | -                  | -                  | -           | -           | -           | 22     | 0      |        |
| 2024            | Vélez Sarsfield | PD              | 26         | 0          | CA+CdL          | 5+16            | 1+0             | -                  | -                  | -                  | TC          | 1           | 0           | 48     | 1      |        |
| 2025            | Vélez Sarsfield | PD              | 10         | 0          | CA              | 1               | 0               | CL                 | 1                  | 0                  | SA          | -           | -           | 12     | 0      |        |
| Totale carriera | Totale carriera | Totale carriera | 54         | 0          |                 | 26              | 1               |                    | 1                  | 0                  |             | 1           | 0           | 82     | 1      |        |

## Palmarès

### Competizioni nazionali

#### Club
- Campionato argentino: 1

Velez: 2024